# Daptonema lata
Daptonema lata is een rondwormensoort uit de familie van de Xyalidae.